# CKCE-FM
CKCE-FM (Kool 101.5 Today & Back in the Day) ist ein privater Hörfunksender aus Calgary, Alberta, Kanada. Der Sender sendet vorwiegend Adult Contemporary und gehört zur Bell Media Gruppe.